# 16212 Theberge
16212 Theberge è un asteroide della fascia principale. Scoperto nel 2000, presenta un'orbita caratterizzata da un semiasse maggiore pari a 2,2650847 UA e da un'eccentricità di 0,0891495, inclinata di 6,39666° rispetto all'eclittica.